# Canale Mar Bianco-Mar Baltico
Il canale Mar Bianco-Mar Baltico (in russo Беломорско-Балтийский канал? Belomorsko-Baltiyskiy kanal, BBK), inaugurato il 2 agosto 1933, è un canale artificiale che unisce il Mar Bianco, nei pressi di Belomorsk, col mar Baltico, nei pressi di San Pietroburgo. Il nome originario era Belomorsko-Baltiyskiy kanal imeni Stalina, "canale Mar Bianco-Mar Baltico intitolato a Stalin" (o "canale Stalin"), ma oggi è conosciuto come Belomorkanal. Fu il primo grande progetto costruito con la forza lavoro dei detenuti dei Gulag.

## Geografia
Il canale è lungo circa 227 km e scorre lungo una serie di fiumi, come il Neva e lo Svir', attraversando il lago Onega ed il Vygozero e costeggiando il lago Ladoga. La sua attuale utilità economica è limitata dalla profondità (circa 4 metri) che proibisce il passaggio a molti tipi di imbarcazioni.

## Storia
I sovietici presentarono il canale come un esempio del successo del primo piano quinquennale. L'intero canale venne costruito in circa 20 mesi, tra il 1931 ed il 1933, quasi esclusivamente con il lavoro manuale e completato con 4 mesi di anticipo sulla data prevista. A contribuire alla realizzazione del progetto partecipò l'ingegnere Nestor Puzyrevskij.

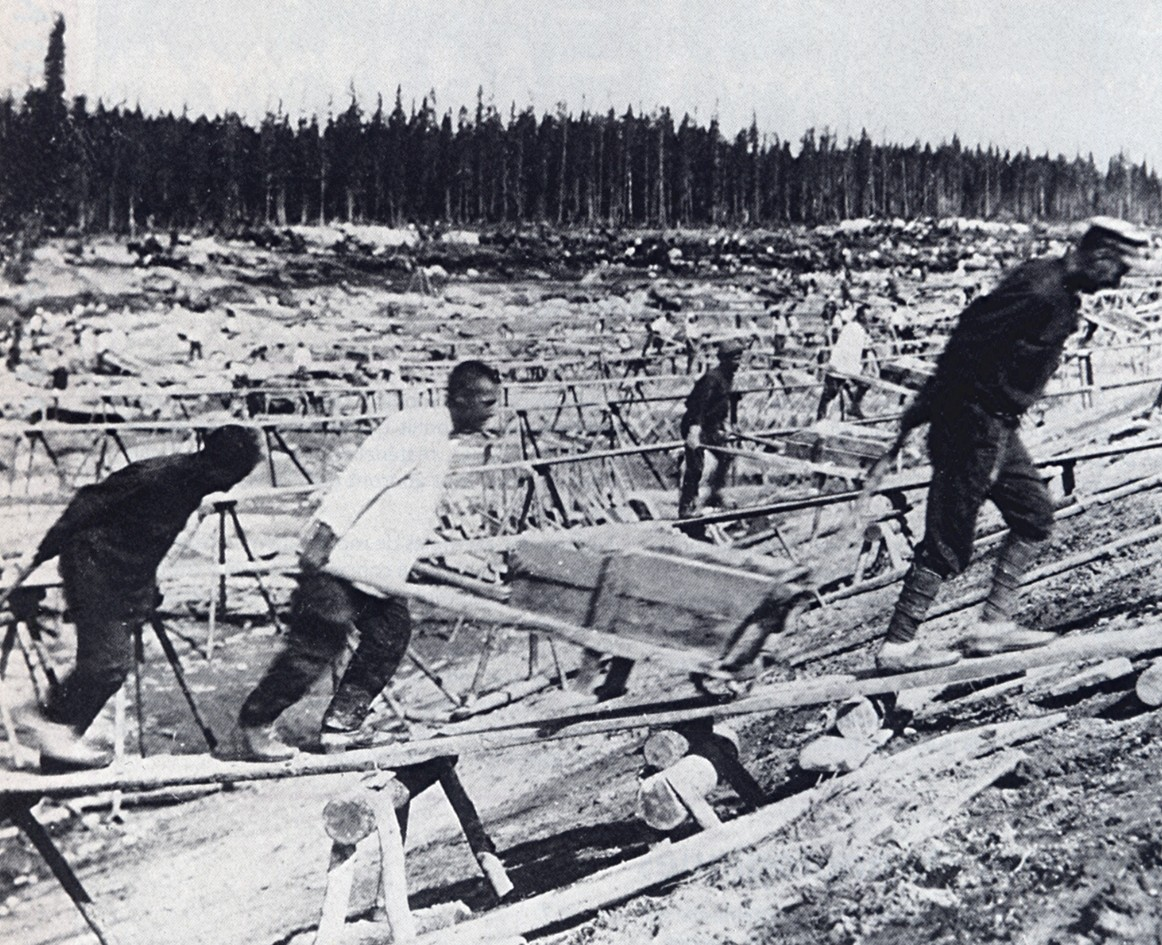
Prigionieri politici al lavoro nel 1932

Nell'ipotetico atto di "riabilitare" i criminali attraverso il "lavoro correttivo", le condizioni lavorative nel campo BBK furono brutali. Data la totale assenza di gru e di qualsiasi altro genere di macchinario moderno, gli ingegneri, anch'essi detenuti nei gulag, furono costretti a ricorrere a macchine primitive quasi completamente di legno, costruite sul posto. Molte strutture del canale vennero realizzate mediante metodi spartani, data l'impossibilità di utilizzare cemento o ferro: si pensi alle dighe di terra o agli scaricatoi e alle chiuse di legno.
Alla luce degli scarsi finanziamenti stanziati per la costruzione del canale e della sua ridotta utilità economica, è stata avanzata l'ipotesi che il reale scopo di questa grande opera fosse l'assorbimento della manodopera dei prigionieri, generata dalla dekulakizzazione. A tale motivazione si aggiungerebbero, chiaramente, gli scopi propagandistici.
Il direttorato dei campi di reclusione BBK (Belomorsko-Baltiyskiy Kanal) che fornivano la manodopera era il BBLAG. Ufficialmente la forza lavoro dall'inizio alla fine dell'opera fu di 126.000 forzati. Secondo i resoconti sovietici ufficiali, morirono tra 12.000 e 25.000 prigionieri. Anne Applebaum stima 25.000 morti, mentre Solženicyn nelle sue opere parla addirittura di 250.000 morti.
Preparando con attenzione una visita al Belomorkanal, nell'agosto del 1933, furono nascoste le peggiori delle brutalità ad un gruppo di scrittori ed artisti russi, tra i quali Maksim Gor'kij, Aleksej Nikolaevič Tolstoj, Viktor Borisovič Šklovskij, Michail Zoščenko, i quali scrissero poi un'opera per lodare il progetto (Il Canale Stalin mar Bianco-Baltico, Edizioni dello Stato, 1934, Mosca). Il canale venne commemorato dalla marca di sigarette russe del tipo papirosa Belomorkanal.

Profilo altimetrico dal lago onega al mar Bianco
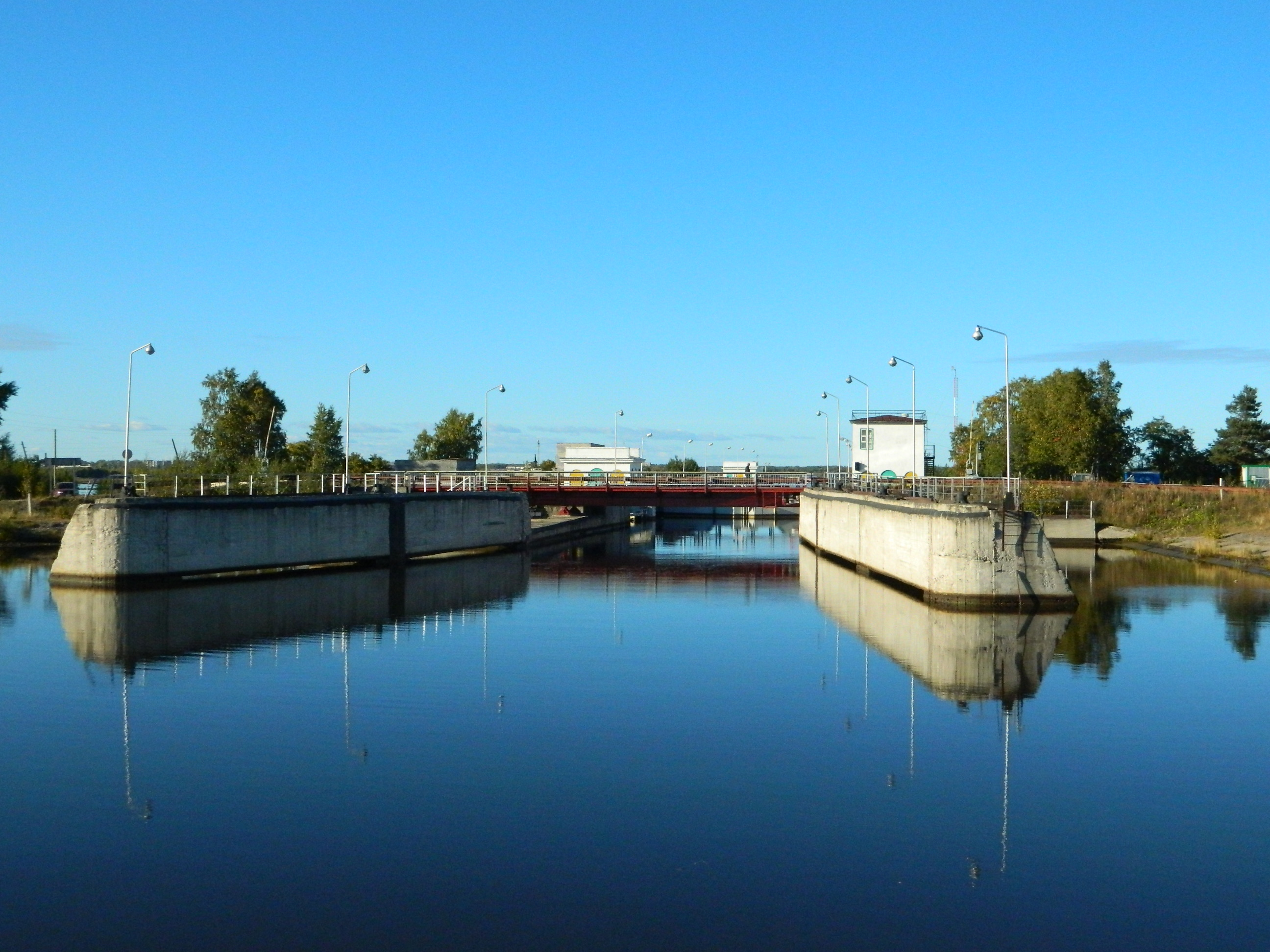
il canale a Belomorsk